# Granny
Granny – gra komputerowa z gatunku survival horror wyprodukowana i wydana przez studio DVloper. Ukazała się w 2018 roku na platformę Windows.

## Rozgrywka
Zadaniem gracza jest ucieczka z domu, w którym został zamknięty przez Babcię. Gracz ma pięć dni na ucieczkę za pomocą przedmiotów znajdujących się w domu. Gracz ma trzy opcje ucieczki: za pomocą głównych drzwi, za pomocą samochodu, który znajduje się w garażu lub uciekając przez właz w kanałach pod domem. Szósty dzień można odblokować, gdy ułoży się puzzle, które są porozrzucane po domu. Gracz może otwierać różne drzwi, szafy, szuflady itp. Można również uśpić chwilowo Babcię za pomocą kuszy (ang. crossbow) lub strzelby (ang. shotgun). Gracz ma możliwość oślepienia Babci za pomocą gazu pieprzowego (ang. pepper spray). Babcia ma bardzo dobry słuch, więc usłyszy skrzypiące podłogi i przedmioty, które spadły na ziemię. Gdy Babcia zauważy gracza, zacznie go ścigać (prędkość jest zależna od wybranego poziomu gry).

## Kontynuacje
7 września 2019 została wydana kontynuacja gry zatytułowana Granny: Chapter Two na urządzenia z systemem Android i iOS, a na Microsoft Windows 30 grudnia tego samego roku.
3 czerwca 2021 wydano kolejny sequel zatytułowany Granny 3.